# Jan Roman Haftek
Jan Roman Haftek (ur. 1928 w Kańczudze, zm. 9 grudnia 2015) – polski lekarz neurochirurg, profesor medycyny, pułkownik Wojska Polskiego.

## Życiorys
Urodził się w 1928 w Kańczudze. Uczęszczał do Państwowego Gimnazjum i Liceum im. Króla Władysława Jagiełły w Przeworsku, które ukończył zdaniem egzaminu dojrzałości w 1947. Już w latach szkolnych wybrał medycynę. W 1947 zdał egzamin konkursowy na Uniwersytet Warszawski. Po zdaniu egzaminu z anatomii prawidłowej rozpoczął pracę zawodową, zaś w 1952 otrzymał dyplom.
Pracował jako młodszy asystent, początkowo w Katedrze Anatomii, następnie w Klinice Neurochirurgii Akademii Medycznej. Pod kierunkiem prof. Jerzego Choróbskiego uzyskał w 1956 specjalizację z neurochirurgii. Jan Haftek doktoryzował się w 1963. W ciągu 13 lat pracy w Klinice Neurochirurgii odbył liczne podróże naukowe. W latach 1959–1960 w Instytucie Chirurgii im. Polenowa w Leningradzie zgłębiał podstawy chirurgii nerwów obwodowych. Jako stypendysta British Council pracował w Londynie, pod kierunkiem prof. Herberta Seddona, ortopedy zajmującego się regeneracją nerwów obwodowych, oraz (późniejszego) prof. Petera K. Thomasa, neurologa (lata 1966–1967). Wiedzę uzyskaną w Londynie wykorzystał habilitując się na Akademii Medycznej w Krakowie w 1970 (praca poświęcona badaniom mechanizmu urazu nerwu obwodowego przy jego dławieniu i naciąganiu). W 1963 rozpoczął pracę w Stołecznym Centrum Rehabilitacji w Konstancinie. Zajął się tam zorganizowaniem pierwszego w Polsce Oddziału Ostrych Urazów Rdzenia Kręgowego. W tym czasie zrobił drugą specjalizację – z rehabilitacji. W 1970 na życzenie prof. Jana Bromowicza objął stanowisko kierownika Kliniki i Katedry Neurochirurgii w WAM w Łodzi. Po 13 latach doszedł do stopnia pułkownika. W 1982 powrócił do Stołecznego Centrum Rehabilitacji w Konstancinie, obejmując kierownictwo tej placówki. Zainicjował powstanie Kliniki Urazów Układu Nerwowego. Został członkiem Komitetu Nauk Neurologicznych PAN, organizował Polskie Towarzystwo Rehabilitacji i był krajowym konsultantem w dziedzinie rehabilitacji. W 1987 otrzymał tytuł profesora zwyczajnego. W 2000 odszedł na emeryturę. Nie porzucił medycznych zainteresowań – pracował na Wydziale Fizjoterapii w Wyższej Szkole Zarządzania i Administracji w Zamościu. Zmarł 9 grudnia 2015 roku w Warszawie.

### Życie prywatne
Jego pierwszą żoną była Cecylia Gmernicka-Haftek (1928–2016), doktor farmacji w Instytucie Leków w Warszawie. Drugą żoną profesora została Izabela Haftek z domu Ogonowska (zm. 21 sierpnia 2005), lekarz neurolog. Profesor miał troje dzieci. Z pierwszego małżeństwa, synów Marka (dermatologa) i Jarosława (inżyniera), oraz, z drugiego małżeństwa, córkę Katarzynę. Za życia, doczekał się sześciorga wnuków i sześciorga prawnuków. Jan Haftek interesował się muzyką poważną, poezją i był zapalonym myśliwym.

## Nagrody i odznaczenia
- doktorat honoris causa WAM w Łodzi (1999);
- Gold Medal of Honour (Marrakesz, 2005): najwyższe wyróżnienie World Federation of Neurosurgical Societies;
- tytuł Pioneer of Hand Surgery, najwyższe wyróżnienie Międzynarodowej Federacji Towarzystw Chirurgii Ręki (Sydney, 2007)
- honorowe członkostwo Polskiego Towarzystwa Neurochirurgów (1999)
- honorowe członkostwo Polskiego Towarzystwa Rehabilitacji (2002);
- dyplom „Zasłużonemu” nadany przez PTL (2005)
- Krzyż Komandorski Orderu Odrodzenia Polski (1989)[4]

Był również Honorowym Obywatelem Jarosławia (1998) i Kańczugi (2007).